# Andreas Feller
Andreas Feller (* 29. Oktober 1968)  ist ein deutscher CSU-Kommunalpolitiker und seit 2014 der Oberbürgermeister von Schwandorf. Vorher arbeitete er als IT-Unternehmer. Außerdem ist er seit 2002 Mitglied des Schwandorfer Stadtrates, seit 2015 stellvertretender CSU-Fraktionsvorsitzender im Stadtrat und Mitglied des Kreisrates.
Bei den Kommunalwahlen 2014 setzte er in einer Stichwahl gegen die SPD-Kandidatin als Oberbürgermeister von Schwandorf durch. Seine Wiederwahl schaffte er bei der Kommunalwahl 2020 in einer Stichwahl.
Feller ist verheiratet und lebt mit seiner Frau und seinen Eltern im Schwandorfer Stadtteil Dachelhofen.